# Agatha Christie: I nie było już nikogo
Agatha Christie: I nie było już nikogo (ang. Agatha Christie: And Then There Were None) – komputerowa gra przygodowa typu point-and-click stworzona przez AWE Productions i opublikowana w 2005 przez The Adventure Company na platformę Microsoft Windows. Gra to kryminalna opowieść stworzona na podstawie powieści Agathy Christie I nie było już nikogo. Dziewięć postaci, w tym sterowany przez gracza Patrick Narracott, spotyka się podczas podróży na wyspę Shipwreck. Na wyspie poznają oni pozostałą dwójkę bohaterów – służących, po czym rozpoczyna się właściwa fabuła gry.
Główne różnice pomiędzy książką a grą polegają na wprowadzeniu nowej postaci – sterowanego przez gracza Patricka Narracotta – a także różnych możliwych zakończeń. Reakcje na grę okazały się zróżnicowane. Niektórzy recenzenci nazywali ją dobrą adaptacją książki, inni – wyjątkowo marną grą przygodową. Szczególnie krytykowana była oprawa graficzna, opisywana jako mocno przestarzała; program chwalono natomiast za interesujące dialogi i ciekawą fabułę. W ramach serii gier na podstawie książek Agathy Christie wydano także grę Agatha Christie: Morderstwo w Orient Expresie, opartą na innej powieści pisarki pod tytułem Morderstwo w Orient Expressie.

## Fabuła

### Tło historyczne i bohaterowie
Akcja gry osadzona jest w 1939 roku, tuż przed II wojną światową. Historia rozgrywa się w posiadłości na wyspie Shipwreck. Gracz może zwiedzać dwupiętrową budowlę wybudowaną w stylu art déco, a także okolice posiadłości.
Gracz steruje postacią Patricka Narracotta, brata Freda Narracotta. Patrick to jedyny bohater występujący w grze, który nie pojawia się w książce Agathy Christie. Inne postacie to: dr Edward George Armstrong, William Henry Blore, Emily Caroline Brent, Vera Elizabeth Claythorne, Philip Lombard, generał John Gordon Mackenzie, Anthony James Marston i sędzia Lawrence John Wargrave, a także dwójka służących – Thomas i Ethel Rogers.

### Streszczenie
Gra rozpoczyna się, gdy bohaterowie docierają do fikcyjnego nadmorskiego miasteczka Sticklehaven. Wszyscy zostali zaproszeni przez tajemniczego „U.N. Owena” do posiadłości na Shipwreck, niewielkiej wyspie położonej na wybrzeżu Devonu. Po przyjeździe do miasteczka postacie spotykają sterowanego przez gracza Patricka Narracotta, brata przewoźnika Freda Narracotta. Narracott oświadcza, że jego brat jest chory, więc to on przewiezie gości na wyspę. W rzeczywistości brat jest poszukiwany za przestępstwo, którego nie popełnił i Patrick ma nadzieję, że na wyspie znajdzie dowody jego niewinności. Kiedy grupa dociera na wyspę, spotyka dwójkę służących, lecz nigdzie nie mogą odnaleźć U.N. Owena. Służący, którzy również nigdy nie spotkali Owena, odtwarzają nagranie pozostawione dla gości, na którym tajemniczy głos oskarża wszystkich obecnych (poza Narracottem) o morderstwa. Narracott szybko orientuje się, że jego łódź została zniszczona, wskutek czego wszyscy zostali uwięzieni na wyspie. Następnie w grze kolejne osoby giną w sposób bardzo zbliżony do opisów w oryginalnej książce. Żadnego z tych morderstw nie da się uniknąć, a gracz zyskuje kontrolę nad fabułą dopiero pod koniec gry. Narracott podczas rozgrywki tropi mordercę i dokonuje różnorodnych odkryć na wyspie. W zależności od wyborów gracza rozgrywka zakończy się jednym z czterech możliwych zakończeń. W zależności od zakończenia przeżywa sam Patrick, Patrick i Lombard, Patrick i Vera lub Patrick, Lombard i Vera. Przeżycie Lombarda i Very jest zgodne z fabułą sztuki, jaką Agatha Christie napisała na podstawie swojej książki (w powieści giną wszystkie postacie).

## Rozgrywka
I nie było już nikogo to gra przygodowa typu point-and-click z widokiem trzecioosobowym. Większość rozgrywki skupia się na rozmowach z postaciami niezależnymi i zbieraniu przedmiotów. Gracz posiada specjalny ekran ekwipunku, gdzie może oglądać zebrane przedmioty i używać ich. Jednocześnie na ekranie można obejrzeć do 12 przedmiotów, a nowe znaleziska układane są na pierwszym wolnym miejscu w ekwipunku. Kursor jest animowany – zmienia się w obrazek wirujących kół zębatych, gdy znajduje się nad przedmiotem, którego może użyć gracz. I nie było już nikogo korzysta z silnika graficznego wyświetlającego obraz w trybie 2.5D, co oznacza trójwymiarowe postacie poruszające się po dwuwymiarowych tłach.
Gra jest podzielona na rozdziały, które z kolei dzielą się na akty. Kolejne akty rozpoczynają się po wykonaniu przez gracza przewidzianych przez twórców gry czynności. Rozgrywka została zaplanowana w taki sposób, aby gracz musiał przejść przez wszystkie ważne elementy gry, jednakże duże fragmenty fabuły są opcjonalne i użytkownik może zignorować wiele pobocznych zadań. Rozgrywka bierze pod uwagę także upływ czasu – pusty pokój w jednym akcie, w kolejnym może zawierać ważną wskazówkę.
I nie było już nikogo zawiera dziennik, w którym zapisywane jest wszystko, czego potrzebuje gracz, by przejść grę, na przykład rozmowy z innymi postaciami.
Dziennik jest podzielony na kilka kategorii zapisków, np. opisy postaci, osobne opisy ważnych przedmiotów, dokumentów i książek. Informacje są przez cały czas dostępne dla gracza.
W grze występuje także tzw. Suspicion Meter – specjalny wskaźnik, który pokazuje relacje gracza z innymi postaciami. Dzięki temu, gdy postać gracza zachowuje się niewłaściwie w stosunku do innych postaci, w późniejszej części gry może mieć trudności z uzyskaniem od nich pomocy. Wskaźnik posiada trzy opcje – stosunek neutralny, negatywny i pozytywny. Każda postać rozpoczyna znajomość z graczem od stosunku neutralnego, a następnie zmienia go pod wpływem rozmów. Z wskaźnikiem związanych jest kilka zagadek. Aby pozyskać sympatię danej osoby, gracz musi poznać jej upodobania, a następnie dostosować do niej swoje poczynania.

## Wydanie
I nie było już nikogo została wydana 3 lutego 2005 jako pierwsza z serii gier opartych na powieściach Agathy Christie. Przy wydaniu The Adventure Company współpracowało z AWE Productions. Lee Sheldon był głównym projektantem i twórcą gry, podczas gdy Scott Nixon z AWE Productions odpowiadał za zarządzanie.
Istnieje kilka powodów, dla których I nie było już nikogo wybrano jako powieść, na której oparto pierwszą grę z serii, pomimo że nie występują w niej najbardziej znane postacie Christie – Hercules Poirot i panna Marple. Jeden z nich to wielka popularność książki – znany tytuł miał przyciągnąć do gry miłośników powieści. Także ograniczona przestrzeń, niewielka wyspa, była ułatwieniem dla twórców gry, nie musieli sztucznie ograniczać przestrzeni, po której poruszał się gracz.
Głównym problemem przy tworzeniu gry było porozumienie się z Chorionem – firmą posiadającą prawa do prac Agathy Christie. Zespół spotkał się z Matthew Prichardem, wnukiem Christie i innymi członkami Choriona. Chorion był otwarty na współpracę i chętnie zgodził się na zmiany w fabule, takie jak dodanie postaci gracza, czy zamiana zabójcy, pod warunkiem, że zostanie zachowany oryginalny styl opowieści Christie. Pozwolono także na zamianę charakterystycznych figurek stojących na stole, z których jedna zostawała usuwana po każdej zbrodni. Figurki były problematyczne – w kolejnych wersjach powieści zmieniały się z pierwotnych Murzynków w Indian, a następnie żołnierzyków. Sheldon zamienił je w marynarzy, co według niego lepiej pasowało do zniszczonej łodzi na wyspie. Chorion nie zgodził się na wszystkie zmiany; odrzucił pomysł wprowadzenia jednoosobowej łodzi podwodnej, ponieważ byłaby niezgodna z duchem powieści Christie.
Główną zmianą fabuły było wprowadzenie kolejnej postaci – Patricka Narracott. Jednym z powodów był pomysł romansu między postacią gracza a Verą Claythorne, atrakcyjną młodą kobietą. Patrick został także wprowadzony, by gracz mógł lepiej wczuć się w postać.
Lee Sheldon, producent gry, pierwotnie zakładał, że morderca będzie się zmieniał przy każdym przejściu gry. Idea otwartego zakończenia została szybko porzucona, ponieważ Sheldon uznał, że w niektórych przypadkach fabuła nie miałaby sensu. W końcu gra stała się liniowa, z licznymi wstawkami filmowymi i długimi dialogami, ponieważ powieść opiera się głównie na rozmowach.
Twórcy I nie było już nikogo zdecydowali, że gra, tak jak powieść, będzie działa się tuż przed II wojną światową. Sheldon był zdecydowanie przeciwko uwspółcześnianiu rozgrywki, nazywając taki zabieg kiepską próbą zainteresowania publiczności, w rzeczywistości nieprzejmującej się ramami czasowymi gry. Jedną z głównych atrakcji czasów przedwojennych była według Sheldona możliwość wprowadzenia kultury i zwyczajów ludzi z tamtej epoki. Posiadłość w grze została zaprojektowana w stylu ówczesnego budownictwa, głównie art déco. Christie opisała dom jako współczesny, co sprawiło, że Sheldon zainspirował się działami architekta Franka Lloyda Wrighta, a zwłaszcza zaprojektowanym przez niego domem „Fallingwater”.
I nie było już nikogo miałą premierę w Europie 30 września 2005 roku. Na półkach sklepowych w USA pojawiła się 27 października 2005 roku. Gra została zakwalifikowana przez ESRB jako Teen (13+), co oznacza, że mogą w nią grać osoby powyżej trzynastego roku życia. 19 marca 2007 roku The Adventure Company ogłosiło, że I nie było już nikogo zostanie wydana na konsolę Wii. Ta wersja została poszerzona o możliwość używania Wii Remote do czynności takich, jak kopanie. Wersja na Wii ukazała się w lutym 2008 roku.
W Polsce gra została wydana przez IQ Publishing 6 marca 2006 roku w serii The Adventure Collection. Gra została wydana w polskiej wersji językowej, z angielskimi dialogami i polskimi podpisami.

## Odbiór gry
I nie było już nikogo otrzymała bardzo różnorodne recenzje. Według agregatora Metacritic średnia ocena gry na komputery osobiste wyniosła 68%, a na Wii – 50%. Oceny wahały się od 20% do 90%, co pokazuje, jak bardzo różnorodne są zdania na jej temat. Jednym z najbardziej krytykowanych aspektów gry jest grafika. CPUGamer napisał, że „ładniejsze gry powstawały dwa lata temu”. Najbardziej krytykowane były modele postaci. GameSpy skomentował je tak: „Trójwymiarowe postacie gości pana Owena są surowe i uproszczone, z podobnymi do kiełbasek palcami, włosami wyglądającymi jak kawałki drewna, sztywną animacją, kiepskim dopasowaniem ruchu ust i twarzami niewyrażającymi niemal żadnych uczuć”.
Adventure Gamers także krytykował postacie, uznając je za wyjątkowo brzydkie i nie bardziej realistyczne niż postacie z wydanej sześć lat wcześniej gry Gabriel Knight 3. Jednakże nie wszyscy byli tak krytyczni. Just Adventure napisał, że postacie były całkiem miłe dla oka, podczas zbliżeń twarze dobrze wyrażały emocje, choć przyznał, że przy obecnych standardach mogły być przygotowane lepiej. Opinie o nagranych głosach były na ogół pozytywne. Adventure Gamers stwierdził, że aktorzy podkładający głos tchnęli życie w drewniane modele, a ICGames napisał, że dubbing był dobrze zrobiony i przekonujący. GameSpy skrytykował grę, ponieważ ta nie ma możliwości przełączania dialogów, co sprawia, że gracze, którzy przeczytali już tekst rozmowy wyświetlany na ekranie, zmuszeni są czekać, aż postać wypowie swoją kwestię. Dźwięk w I nie było już nikogo wywołał zróżnicowane reakcje. IGN chwalił udźwiękowienie jako dobre, ale zwrócił zarazem uwagę na monotonną ścieżkę dźwiękową. CPUGamer z kolei napisał, że muzyka była miła dla ucha i nie przeszkadzała, ale nigdy nie pasowała emocjonalnie do tego, co działo się na ekranie.
Zagadki w I nie było już nikogo wywołały zróżnicowane reakcje. Game Over Online napisał, że kilka zagadek jest nielogicznych i niejasnych. Stwierdza także, że wiele zagadek jest nieistotnych dla fabuły i prowadzi donikąd. GameSpot skrytykował zagadki w grze, pisząc, że gracz musi stale biegać tam i z powrotem po wyspie i domyślać się z niejasnych przesłanek, co ma robić, by popchnąć fabułę do przodu. CPUGamer był bardziej przychylny i napisał, że choć gra jest liniowa, nie zawiera bardzo skomplikowanych zagadek, przez co jest bardziej przyjazna dla szerszej publiczności.